# Телешово (Дмитрівський міський округ)
Телешо́во (рос. Телешово) — присілок у складі Дмитровського міського округу Московської області, Росія.

## Населення
Населення — 71 особа (2010; 91 у 2002).
Національний склад (станом на 2002 рік):
- росіяни — 84 %